# Puy de Lemptégy

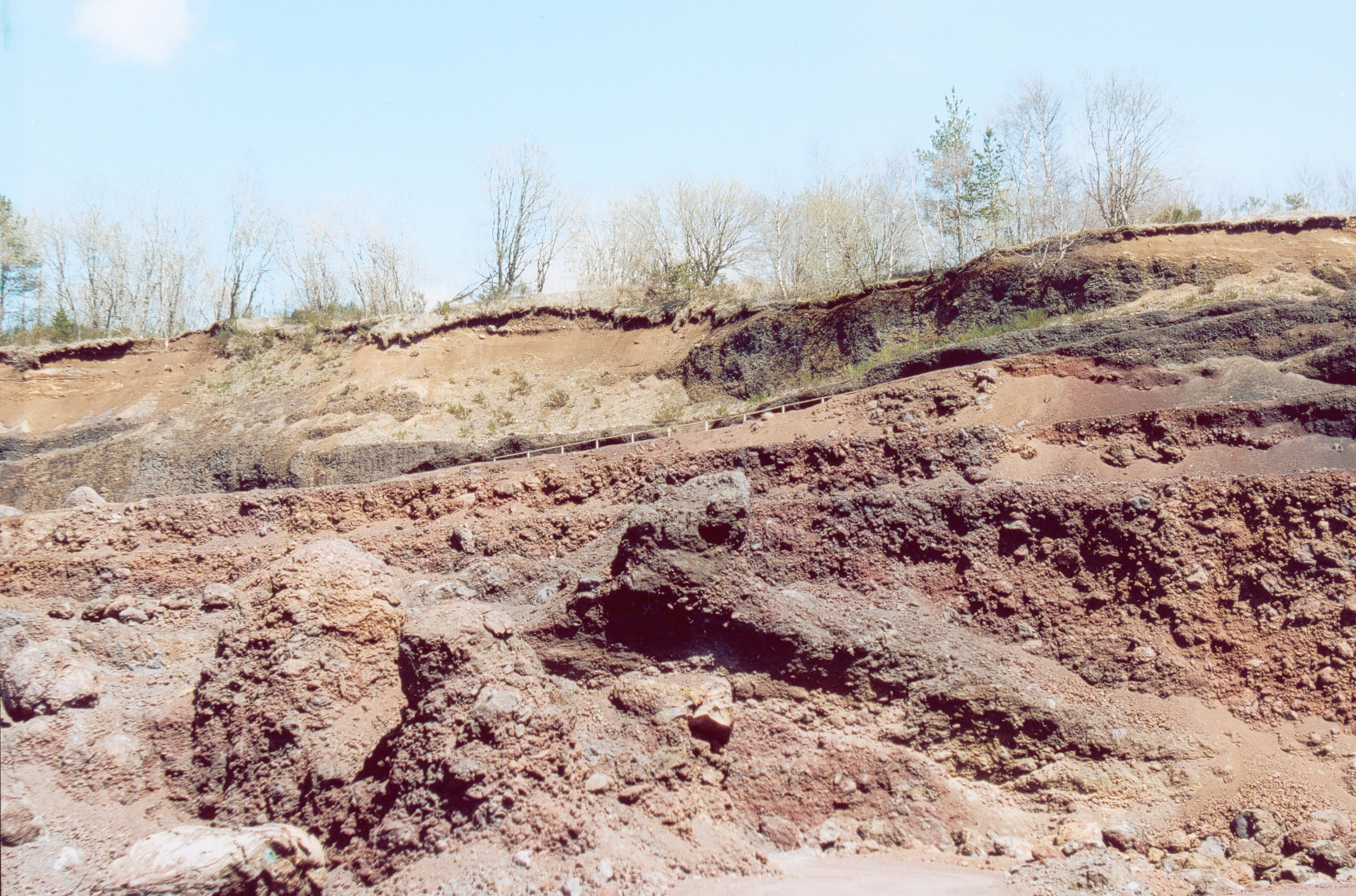
Zicht op de plaats waar delfstoffen gewonnen worden

Puy de Lemptégy is een slapende vulkaan in het Franse Chaîne des Puys.
Tot 2007 werden er verschillende delfstoffen gewonnen, waaronder klei, zand, kalksteen, leem, grind en natuursteen.